# Grand Street (stacja metra na Sixth Avenue Line)
Grand Street – stacja metra nowojorskiego, na linii B i D. Znajduje się w dzielnicy Manhattan, w Nowym Jorku i zlokalizowana jest pomiędzy stacjami Broadway – Lafayette Street i DeKalb Avenue. Została otwarta 26 listopada 1967.